# الیگر-ل-فومادس
الیگر-ل-فومادس (به فرانسوی: Allègre-les-Fumades) یک کامین در فرانسه است که در Canton of Saint-Ambroix واقع شده‌است.

## خصوصیات
الیگر-ل-فومادس ۲۴٫۵۹ کیلومترمربع مساحت و ۷۵۶ نفر جمعیت دارد و ۱۳۵ متر بالاتر از سطح دریا واقع شده‌است.